# Капуцинский ежегодник
Капуцинский ежегодник (англ. Capuchin Annual) — ирландское ежегодное издание, издававшееся в Дублине орденом капуцинов с 1930 по 1977 год.
Многие статьи были написаны с точки зрения ирландского национализма.
Девиз издания — Do chum Glóire Dé agus Onóra na hÉireann (Во славу Божию и честь Ирландии).

## История
Ежегодник был основан в 1930 году отцом Сенаном Мойниханом, который оставался редактором в течение многих лет.
Издание содержало статьи (в большинстве своём на английском, но порой на ирландском) на различные политические, социальные и религиозные темы, поэзию, карикатуры, иллюстрации и фотографии.
Печатанием занимался Джон Инглиш из Вексфорда. Обложка, изображающая монаха-капуцина и собаку (молодого волка), была разработана Шоном О’Салливаном, ирландским художником и дизайнером. Главным художником на протяжении многих лет был витражист Ричард Кинг, карикатуристом с 1942 по 1955 год — основатель сатирического журнала «Dublin Opinion» Чарльз Эдвард Келли.

## Непостоянные редакторы
- Роберт Бартон (1935) — англо-ирландский политик, ирландский националист.
- Фрэнсис Браун (1942) — священник-иезуит, фотограф.
- Стивен Браун (1971) — священник-иезуит, писатель, библиотекарь.
- Артур Чарльз Кларк (1971) — писатель, футуролог, популяризатор науки.
- Сигерсон Клиффорд (1940) — поэт, драматург и государственный служащий.
- Мартин Коэн (1971) — священник и историк.
- Дж. К. Коулмен (1949) — географ, археолог, спелеолог и альпинист.
- Шон Кронин (1970) — журналист, бывший офицер ИРА.
- Элис Кёртейн (1936) — писатель, лектор.
- Аод Де Блакам (1935) — автор, журналист и редактор.
- Фрэнк Дафф (1956-57) — автор, католик-мирянин.
- Габриэль Фаллон (1937) — театральный критик.
- Десмонд Феннелл (1964) — писатель, эссеист, философ культуры и лингвист.
- Алоис Флайшман (1943) — дирижёр, композитор и музыковед, один из крупнейших музыкантов Ирландии в XX веке.
- Фрэнк Галлахер (1931) — журналист, писатель и волонтёр.
- Карл Хардебек (1943) — композитор и аранжировщик традиционной музыки.
- Бенедикт Кили (1944) — писатель и телеведущий.
- Томас МакГриви (1942, 1949, 1950-51, 1953-54, 1958, 1960, 1963) — поэт, писатель, деятель ирландского литературного модернизма.
- Кэтлин М. Мерфи (1950-51 и 1959) — поэтесса, журналист-путешественник.
- Шон Нисон (1965) — лидеро партии «Альянс» Северной Ирландии.
- Майкл О’Фаррелл (1972).
- Ан Сиабхак (1941) — писатель, педагог.
- Джон Д. Шеридан (1939) — романист, автор рассказов и комик.
- Энни М. П. Смитсон (1944) — поэтесса, деятель ирландского национализма
- Фрэнсис Стюарт (1944) — писатель.
- Морис Уолш (1931) — романист, один из самых продаваемых авторов Ирландии в 1930-х годах.